# El dinero no es nuestro dios
«El dinero no es nuestro dios» es una canción interpretada por el grupo español Fangoria, incluida en su primer EP, Un día cualquiera en Vulcano S.E.P. 1.0 (1992). Las compañías GASA y Metal Sonic Disco la publicaron en 1992 como el segundo sencillo del disco; posteriormente, figuró en los álbumes recopilatorios Un día cualquiera en Vulcano (2003) y El paso trascendental del vodevil a la astracanada (2010). Fue compuesta en español por Nacho Canut, Alaska y Pablo Sycet, siendo una versión de la canción «Money Is Not Our God», del grupo británico de post-punk Killing Joke. Está más enfocada en el metal industrial, fusionado con elementos de música electrónica. Predominan las bases contundentes y las guitarras sampleadas.

## Antecedentes
Alaska y Nacho Canut explicaron durante una entrevista en 2010, repasando sus vídeos musicales, que la elección de versionar en español «Money Is Not Our God» representaba una declaración de principios, en la que defendían que el dinero no es lo más importante para ellos, ya que consideraban que «el dinero no era un fin, sino un accesorio, un medio».

## Publicación
Las compañías GASA y Metal Sonic Disco publicaron «El dinero no es nuestro dios» como el segundo y último sencillo de Un día cualquiera en Vulcano S.E.P. 1.0. Primero fue publicada una versión «Radio Edit» en formato de 7 pulgadas. Además publicaron un maxisencillo CD con las remezclas «Maastrich Dance Metal Airlines» y «Doctor Avalanche», junto a la canción «Ley de vida», y las remezclas «Ley de vida / Ley de talión» y «Ley de vida / Ley de caifás». El 6 de octubre de 2023, las mismas compañías publican una reedición del maxisencillo en formato de doce pulgadas.

## Vídeo musical
El videoclip presenta a la banda interpretando la canción en un escenario de fondo azul, iluminado con luces rojas. Los planos son rápidos y dinámicos, lo que intensifica el carácter enérgico y rockero del tema. Alaska aparece tocando una guitarra eléctrica, mientras que Nacho se encuentra sobre su teclado. A lo largo del video, también se puede ver la participación de dos bailarinas y Big Toxic.

## Lista de canciones y formatos
| Sencillo promocional en vinilo de 7" publicado en España |                                             |          |  |
| N.º                                                      | Título                                      | Duración |  |
| 1.                                                       | «El dinero no es nuestro dios» (Radio Edit) | 3:24     |  |

| Sencillo en CD publicado en España |                                                                  |          |  |
| N.º                                | Título                                                           | Duración |  |
| 1.                                 | «El dinero no es nuestro dios» (Radio Edit)                      | 3:24     |  |
| 2.                                 | «El dinero no es nuestro dios» (Maastricht Dance Metal Airlines) | 5:12     |  |
| 3.                                 | «El dinero no es nuestro dios» (Doctor Avalanche)                | 4:02     |  |
| 4.                                 | «Ley de vida»                                                    | 3:51     |  |
| 5.                                 | «Ley de vida» (Ley de talión)                                    | 2:58     |  |
| 6.                                 | «Ley de vida» (Ley de caifás)                                    | 5:12     |  |

| Maxisencillo en vinilo de 12" publicado en España |                                                                  |          |  |
| N.º                                               | Título                                                           | Duración |  |
| 1.                                                | «El dinero no es nuestro dios» (Radio Edit)                      | 3:24     |  |
| 2.                                                | «El dinero no es nuestro dios» (Maastricht Dance Metal Airlines) | 5:12     |  |
| 3.                                                | «El dinero no es nuestro dios» (Doctor Avalanche)                | 4:02     |  |
| 4.                                                | «Ley de vida»                                                    | 3:51     |  |
| 5.                                                | «Ley de vida» (Ley de talión)                                    | 2:58     |  |
| 6.                                                | «Ley de vida» (Ley de caifás)                                    | 5:12     |  |

## Créditos y personal
| - Alaska: voz, composición, arreglos - Nacho Canut: composición, arreglos - Pablo Sycet: composición - Jaz Coleman: composición - Kevin Geordie Walker: composición - Martin Atkins: composición | - Terry Cuatro: coros - Pedro Munster: coros - Luis Escobar: coros - Greg Sider: guitarra - Big Toxic: programación, arreglos - Danny Hyde: producción, programación, arreglos - Terrordesign & Developement: diseño |